# Brookesia brunoi
Brookesia brunoi là một loài thằn lằn trong họ Chamaeleonidae. Loài này được Crottini, Miralles, Glaw, Harris, Lima & Vences mô tả khoa học đầu tiên năm 2012.